# Lacusovagus
Lacusovagus (nombre que en latín significa "vagabundo del lago") es un género de pterosaurio pterodactiloide azdarcoide del Cretácico Inferior de Brasil. Está basado en el holotipo SMNK PAL 4325, una mandíbula superior que comprende secciones del cráneo en frente de los ojos. Este espécimen fue hallado en rocas de principios del Cretácico (probablemente de la etapa del Aptiense, hace cerca de 120 millones de años) en el Miembro Nova Olinda de la formación Crato. El cráneo era largo, e inusualmente ancho. La sección del frente que combinaba el hueso nasal y la fenestra anteorbital era relativamente corta. También es inusual la combinación de sus mandíbulas desdentadas sin ninguna cresta craneal. Lacusovagus fue descrito en 2008 por Mark Witton. La especie tipo es L. magnificens, nombre completo que traduciría "gran vagabundo del lago", en referencia a su gran tamaño. Es hasta la fecha el mayor pterosaurio conocido de la formación Crato con una envergadura alar estimada en 4.1 metros.
Lacusovagus comparte muchas características con la familia de azdarcoides basales Chaoyangopteridae, y estudios preliminares sugieren que era un miembro de ese clado.